# Challenger de Santo Domingo 2016
El torneo Milex Open 2016 es un torneo profesional de tenis. Pertenece al ATP Challenger Series 2016. Se disputará su ª edición sobre superficie dura, en Santo Domingo, República Dominicana entre el 7 al el 15 de febrero de 2016.

## Jugadores participantes del cuadro de individuales
| Favorito | País                               | Jugador                 | Rank1 | Posición en el torneo |
| -------- | ---------------------------------- | ----------------------- | ----- | --------------------- |
| 1        | Bandera de la República Dominicana | Víctor Estrella         | 58    | Segunda ronda         |
| 2        | Bandera de Argentina               | Horacio Zeballos        | 118   | Primera ronda         |
| 3        | Bandera de Austria                 | Gerald Melzer           | 120   | Segunda ronda         |
| 4        | Bandera de España                  | Roberto Carballés Baena | 129   | Cuartos de final      |
| 5        | Bandera de Eslovaquia              | Andrej Martin           | 141   | Cuartos de final      |
| 6        | Bandera de Colombia                | Alejandro González      | 151   | Primera ronda         |
| 7        | Bandera de Brasil                  | André Ghem              | 153   | Primera ronda         |
| 8        | Bandera de Brasil                  | João Souza              | 154   | Segunda ronda         |

- 1 Se ha tomado en cuenta el ranking del 1 de febrero de 2016.

### Otros participantes
Los siguientes jugadores recibieron una invitación (wild card), por lo tanto ingresan directamente al cuadro principal (WC):
- Nick Hardt
- José Olivares
- Emilio Gómez
- Nicolás Jarry

Los siguientes jugadores ingresan al cuadro principal tras disputar el cuadro clasificatorio (Q):
- Pere Riba
- Darian King
- Gonzalo Lama
- Roberto Quiroz

## Campeones

### Individual Masculino
- Guido Andreozzi derrotó en la final a  Nicolas Kicker, 6–0, 6–4

### Dobles Masculino
- Ariel Behar /  Giovanni Lapentti derrotaron en la final a  Jonathan Eysseric /  Franko Škugor, 7–5, 6–4